# Ernest Troubridge
Pour les articles homonymes, voir Troubridge.
Ernest Charles Thomas Troubridge est un amiral de la Royal Navy né le 15 juillet 1862. Il participe à la Première Guerre mondiale, durant laquelle sa réputation est entachée par sa tentative avortée de capturer les navires allemands SMS Goeben et Breslau. Promu amiral en 1919, il participe ensuite à la Commission européenne du Danube avant de s'éteindre subitement à Biarritz le 28 janvier 1926.

## Biographie
Ernest Troubridge est né dans une famille ayant de forts liens avec l'armée; son père, Thomas Troubridge, fut blessé à la bataille d'Inkerman, son grand-père Edward Troubridge était amiral et son arrière-grand-père Thomas Troubridge était avec Nelson à la bataille du cap Saint-Vincent et la bataille d'Aboukir. Sa mère se nommait Louisa Jane Gurney. Sa sœur était l’illustratrice Laura Troubridge.

### Attaché militaire

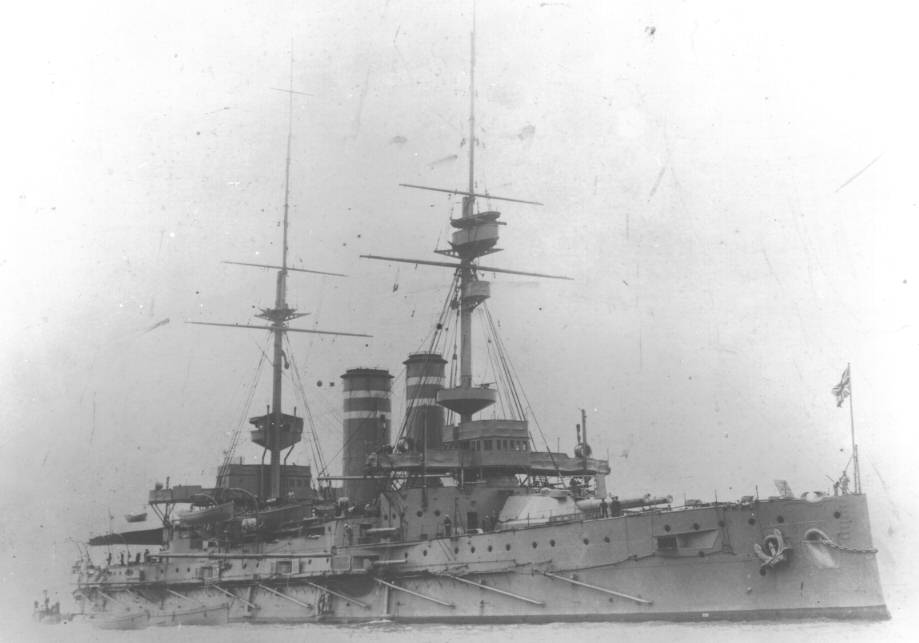
Le HMS Queen.

Troubridge est nommé attaché naval à Madrid en 1901 puis à Vienne en 1902 avant de l'être au Japon où il est témoin de la bataille de Chemulpo puis du débarquement à Port Arthur. À son retour, il est nommé capitaine du HMS Queen, en tant que flag captain du commandant de la Mediterranean Fleet, Charles Drury.

### Amirauté
Il devient le chef de cabinet du Premier Lord de l'Amirauté Reginald McKenna en 1911 puis chef du Cabinet de guerre (War Office) mais son action est critiquée et Winston Churchill s'arrange pour qu'il quitte son poste. Il est alors nommé chef d'escadre de l'escadre de croiseurs de la Mediterranean Fleet, sous les ordres de Archibald Berkeley Milne.

### Première Guerre mondiale

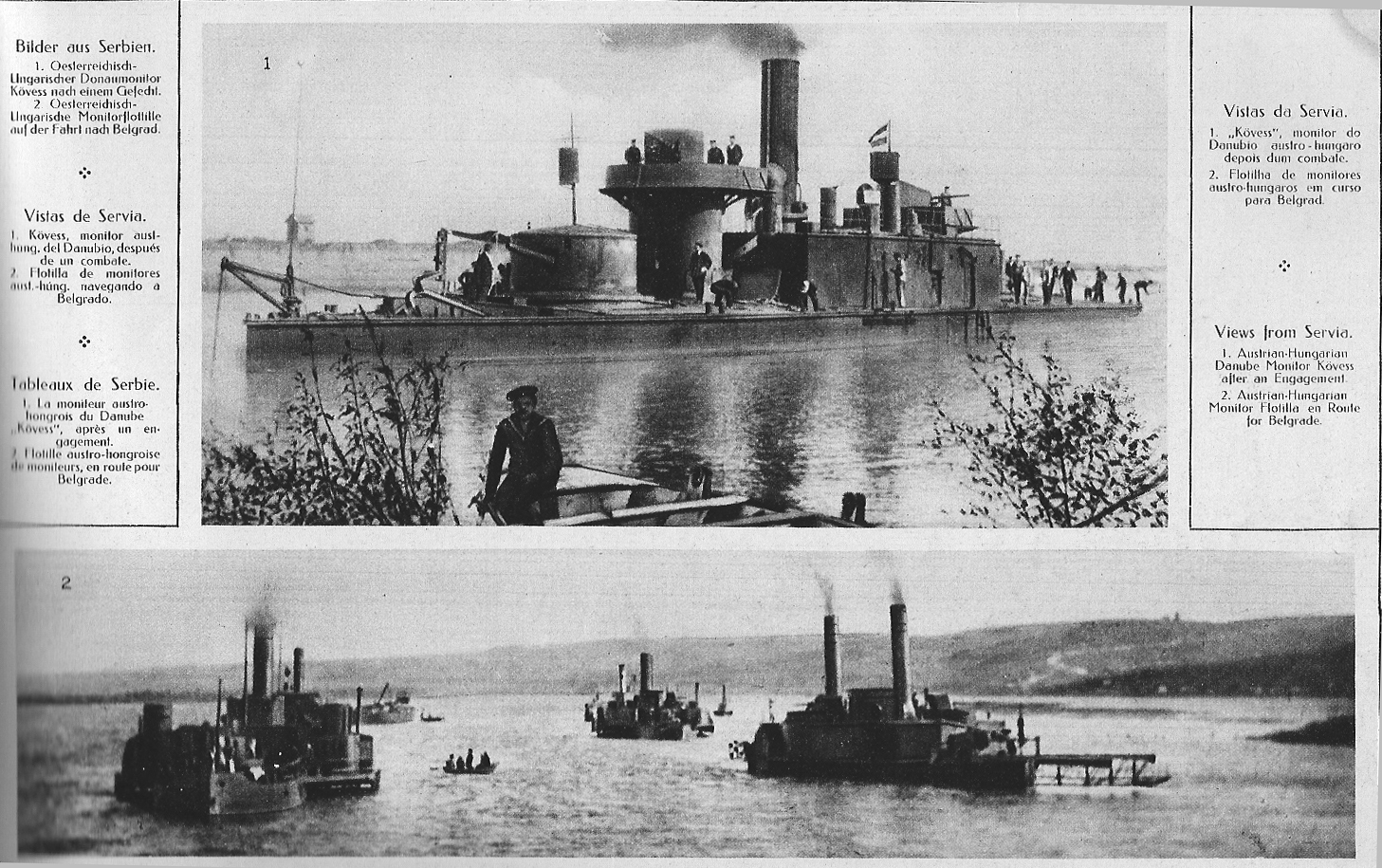
Monitors sur le danube.

Ainsi, en janvier 1913 il commande les HMS Defence, HMS Black Prince, Duke of Edinburgh (en) et HMS Warrior, le premier étant son navire amiral. C'est à ce poste qu'il est incapable d'intercepter les navires allemands SMS Goeben et Breslau. Milne et lui sont blâmés et il passe en cour martiale en novembre 1914 . Malgré son acquittement il est envoyé à un poste moins prestigieux en tant que chef de la mission militaire en Serbie pour contrer les monitors Austro-hongrois et bloquer le Danube. En janvier 1915 il n'y a pas d'autre voie pour relier les deux empires centraux aux Turcs. Avec l'entrée en guerre de la Bulgarie, il fait partie des réfugiés qui traversent en hiver la Serbie et finit son périple à Corfou. Ce partage des malheurs du peuple serbe fait qu'Alexandre Ier, commandant charismatique des Serbes demande qu'il lui soit personnellement attaché. Il reste attaché à l'expédition de Salonique et Louis Franchet d'Espèrey le nomme amiral du Danube.

## Commission du Danube
En mars 1919, il soutient sans ordres Béla Kun et l'instauration de la République des conseils de Hongrie et il est président d'une commission inter-Alliés pour le Danube. De retour en Angleterre il retourne à ce poste en juin 1920 où il reste en service jusqu'en 1924. Il décède de mort subite en 1926 à Biarritz où il est enterré.